# Пикардия
Пикардия (на френски: Picardie) е регион в Северна Франция до 2016 година, когато е присъединен към новия регион О дьо Франс.
Той включва историческата провинция Пикардия, както и департамента Оаз и южната част на Ен, които исторически и географски са свързани с Ил дьо Франс. Главни градове са административният център Амиен, Бове, Лаон.